# Clathria
Clathria är ett släkte av svampdjur. Clathria ingår i familjen Microcionidae.

## Bildgalleri

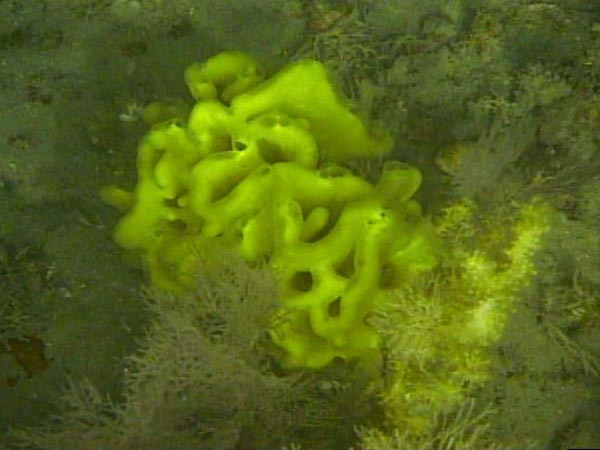
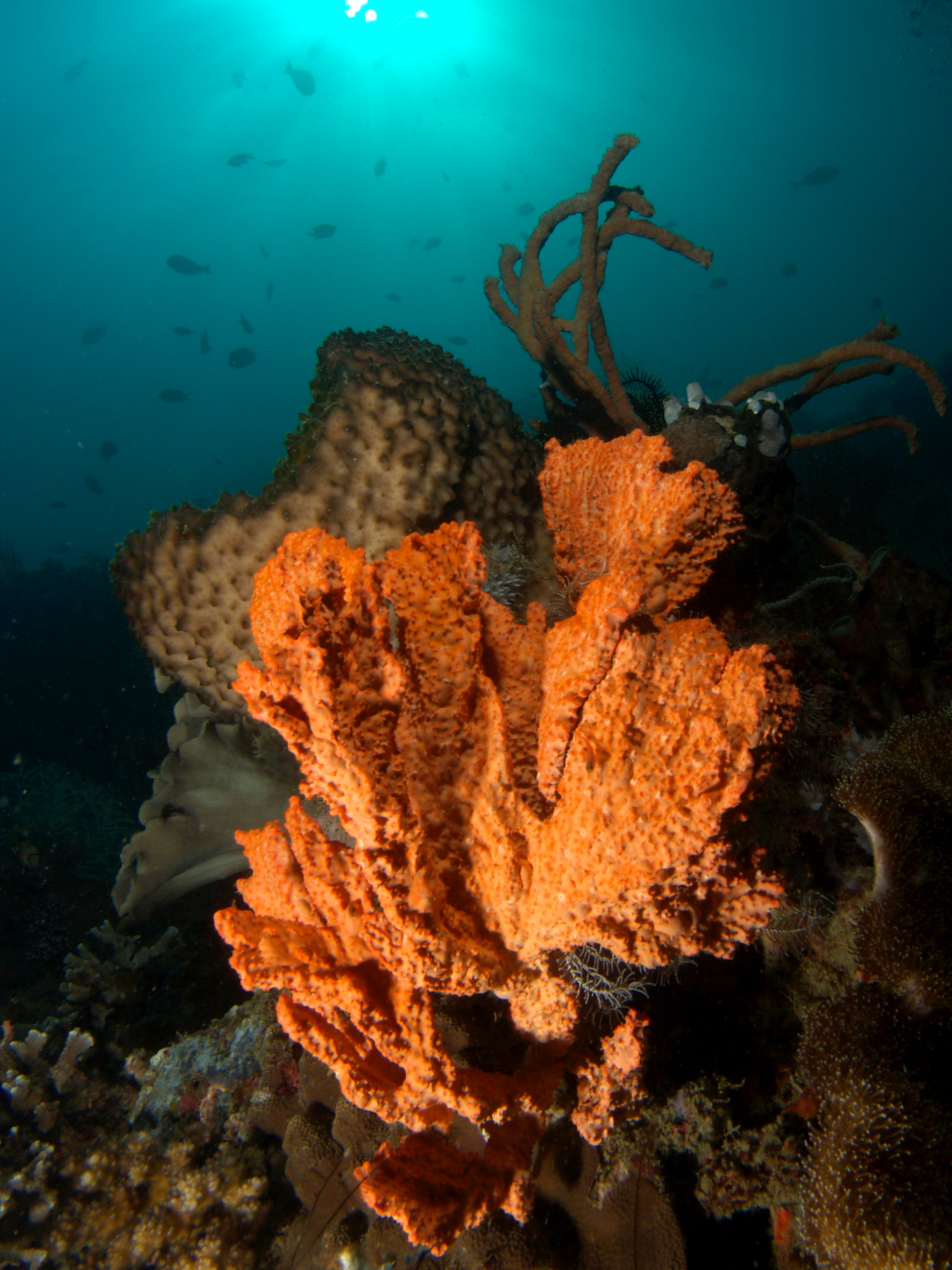

## Dottertaxa tillClathria, i alfabetisk ordning[1][2]
- Clathria abietina
- Clathria abrolhosensis
- Clathria acanthostyli
- Clathria acanthotoxa
- Clathria aceratoobtusa
- Clathria adioristica
- Clathria affinis
- Clathria africana
- Clathria amabilis
- Clathria amiranteiensis
- Clathria anancora
- Clathria anchorata
- Clathria angularis
- Clathria angulifera
- Clathria anomala
- Clathria anonyma
- Clathria antarctica
- Clathria anthoides
- Clathria antyaja
- Clathria aphylla
- Clathria araiosa
- Clathria arborescens
- Clathria arbuscula
- Clathria arcuophora
- Clathria armata
- Clathria arteria
- Clathria aruensis
- Clathria ascendens
- Clathria asodes
- Clathria aspera
- Clathria assimilis
- Clathria atoxa
- Clathria atrasanguinea
- Clathria australiensis
- Clathria axociona
- Clathria barleei
- Clathria basiarenacea
- Clathria basifixa
- Clathria basilana
- Clathria benguelaensis
- Clathria biclathrata
- Clathria bitoxa
- Clathria bitoxifera
- Clathria borealis
- Clathria brepha
- Clathria brondstedi
- Clathria bulboretorta
- Clathria bulbosa
- Clathria bulbotoxa
- Clathria burtoni
- Clathria cactiformis
- Clathria caelata
- Clathria calla
- Clathria calochela
- Clathria calopora
- Clathria calypso
- Clathria campecheae
- Clathria canaliculata
- Clathria cancellaria
- Clathria cercidochela
- Clathria cervicornis
- Clathria cheliradians
- Clathria claudei
- Clathria claviformis
- Clathria cleistochela
- Clathria coccinea
- Clathria compressa
- Clathria conectens
- Clathria conica
- Clathria contorta
- Clathria coppingeri
- Clathria coralliophila
- Clathria coralloides
- Clathria coriocrassus
- Clathria corneolia
- Clathria costifera
- Clathria crassa
- Clathria cratitia
- Clathria ctenichela
- Clathria cullingworthi
- Clathria curvichela
- Clathria cylindrica
- Clathria darwinensis
- Clathria dayi
- Clathria decumbens
- Clathria delaubenfelsi
- Clathria delicata
- Clathria dendyi
- Clathria densa
- Clathria depressa
- Clathria dianae
- Clathria dichela
- Clathria discreta
- Clathria distincta
- Clathria ditoxa
- Clathria dubia
- Clathria duplex
- Clathria dura
- Clathria eccentrica
- Clathria echinata
- Clathria echinonematissima
- Clathria elastica
- Clathria elegans
- Clathria elegantula
- Clathria elliptichela
- Clathria encrusta
- Clathria ensiae
- Clathria erecta
- Clathria eurypa
- Clathria fallax
- Clathria fascicularis
- Clathria fasciculata
- Clathria fauroti
- Clathria faviformis
- Clathria ferrea
- Clathria filifera
- Clathria flabellata
- Clathria flabellifera
- Clathria foliacea
- Clathria foliascens
- Clathria foraminifera
- Clathria fraudator
- Clathria fregeti
- Clathria fromontae
- Clathria frondiculata
- Clathria frondifera
- Clathria fusterna
- Clathria georgiaensis
- Clathria gradalis
- Clathria granulata
- Clathria grisea
- Clathria guettardi
- Clathria haematodes
- Clathria hallmanni
- Clathria haplotoxa
- Clathria hartmani
- Clathria hechteli
- Clathria hentscheli
- Clathria hesperia
- Clathria heterotoxa
- Clathria hexagonopora
- Clathria hirsuta
- Clathria hispidula
- Clathria hjorti
- Clathria hongdoensis
- Clathria hooperi
- Clathria horrida
- Clathria hymedesmioides
- Clathria illawarrae
- Clathria imperfecta
- Clathria inanchorata
- Clathria incrustans
- Clathria indica
- Clathria inhacensis
- Clathria intermedia
- Clathria irregularis
- Clathria isodictyoides
- Clathria ixauda
- Clathria jacksoniana
- Clathria jolicoeuri
- Clathria juncea
- Clathria juniperina
- Clathria kentii
- Clathria kieschnicki
- Clathria kilauea
- Clathria koltuni
- Clathria koreana
- Clathria kylista
- Clathria laevigata
- Clathria laevis
- Clathria lajorei
- Clathria lambda
- Clathria leighensis
- Clathria lematolae
- Clathria lendenfeldi
- Clathria levii
- Clathria linda
- Clathria lindgreni
- Clathria lipochela
- Clathria lissocladus
- Clathria lissosclera
- Clathria litos
- Clathria lizardensis
- Clathria lobata
- Clathria longispiculum
- Clathria longistyla
- Clathria longitoxa
- Clathria macrochela
- Clathria macroisochela
- Clathria macropora
- Clathria macrotoxa
- Clathria maeandrina
- Clathria major
- Clathria marissuperi
- Clathria marplatensis
- Clathria maunaloa
- Clathria membranacea
- Clathria menoui
- Clathria meyeri
- Clathria michaelseni
- Clathria microchela
- Clathria microjoanna
- Clathria micronesia
- Clathria micropunctata
- Clathria microxa
- Clathria microxea
- Clathria mima
- Clathria minuta
- Clathria mixta
- Clathria mortensenii
- Clathria mosulpia
- Clathria multipes
- Clathria multitoxaformis
- Clathria murphyi
- Clathria mutabilis
- Clathria myxilloides
- Clathria namibiensis
- Clathria nervosa
- Clathria nidificata
- Clathria nigra
- Clathria noarlungae
- Clathria normani
- Clathria novaezealandiae
- Clathria obliqua
- Clathria oculata
- Clathria orientalis
- Clathria originalis
- Clathria osismica
- Clathria oxeota
- Clathria oxitoxa
- Clathria oxyphila
- Clathria pachyaxia
- Clathria pachystyla
- Clathria palmatichela
- Clathria papillosa
- Clathria parthena
- Clathria partita
- Clathria parva
- Clathria patula
- Clathria paucispicula
- Clathria pauper
- Clathria pellicula
- Clathria pennata
- Clathria phorbasiformis
- Clathria piniformis
- Clathria placenta
- Clathria plinthina
- Clathria plurityla
- Clathria poecilosclera
- Clathria polita
- Clathria primitiva
- Clathria procera
- Clathria productitoxa
- Clathria prolifera
- Clathria pseudonapya
- Clathria pyramida
- Clathria pyramidalis
- Clathria ramea
- Clathria ramosa
- Clathria raphanus
- Clathria raraechelae
- Clathria rarispinosa
- Clathria raspedia
- Clathria rectangulosa
- Clathria reinwardti
- Clathria reticulata
- Clathria rhaphidotoxa
- Clathria rhopalophora
- Clathria richmondi
- Clathria ridleyi
- Clathria robusta
- Clathria rosetafiordica
- Clathria rubens
- Clathria rubicunda
- Clathria rubispina
- Clathria rubra
- Clathria rugosa
- Clathria sarai
- Clathria saraspinifera
- Clathria sartaginula
- Clathria scabida
- Clathria schmitti
- Clathria schoenus
- Clathria scotti
- Clathria selachia
- Clathria shirahama
- Clathria sigmoidea
- Clathria simae
- Clathria similis
- Clathria skia
- Clathria sohuksanensis
- Clathria spiculosa
- Clathria spinarcus
- Clathria spinatoxa
- Clathria spinifera
- Clathria spinispicula
- Clathria spinosa
- Clathria spongigartina
- Clathria spongodes
- Clathria squalorum
- Clathria stephensae
- Clathria strepsitoxa
- Clathria striata
- Clathria styloprothesis
- Clathria surculosa
- Clathria tenuis
- Clathria tenuissima
- Clathria terraenovae
- Clathria tetrastyla
- Clathria thetidis
- Clathria thielei
- Clathria tingens
- Clathria topsenti
- Clathria tortuosa
- Clathria toxifera
- Clathria toximajor
- Clathria toxipraedita
- Clathria toxirecta
- Clathria toxistricta
- Clathria toxistyla
- Clathria toxitenuis
- Clathria toxivaria
- Clathria transiens
- Clathria tricurvatifera
- Clathria tuberculata
- Clathria tuberosa
- Clathria tunisiae
- Clathria typica
- Clathria ulmus
- Clathria unica
- Clathria urizae
- Clathria vacelettia
- Clathria vasiformis
- Clathria venosa
- Clathria wesselensis
- Clathria whiteleggei
- Clathria wilsoni
- Clathria virgultosa
- Clathria vulpina
- Clathria zoanthifera